# Neolophonotus cuthbertsoni
Neolophonotus cuthbertsoni là một loài ruồi trong họ Asilidae. Neolophonotus cuthbertsoni được Curran miêu tả năm 1934. Loài này phân bố ở vùng nhiệt đới châu Phi.